# Красноярка (Венгеровський район)
Красноярка (рос. Красноярка) — присілок у Венгеровському районі Новосибірської області Російської Федерації.
Входить до складу муніципального утворення Петропавловська 1-а сільрада. Населення становить 258 осіб (2010).

## Історія
Згідно із законом від 2 червня 2004 року органом місцевого самоврядування є Петропавловська 1-а сільрада.

## Населення
| 2002 | 2007 | 2010 |
| ---- | ---- | ---- |
| 271  | ↘257 | ↗258 |